# Jakabszállás
Jakabszállás este un sat în districtul Kecskemét, județul Bács-Kiskun, Ungaria, având o populație de 2.633 de locuitori (2011). 

## Demografie
Componența etnică a satului Jakabszállás
     Maghiari (98,12%)
     Necunoscut (0,12%)
     Alții (1,76%)
Componența confesională a satului Jakabszállás
     Fără religie (8,58%)
     Reformați (7,37%)
     Necunoscută (83,36%)
     Alte religii (2,24%)
Conform recensământului din 2011, satul Jakabszállás avea 2.633 de locuitori. Din punct de vedere etnic, majoritatea locuitorilor (98,12%) erau maghiari. Apartenența etnică nu este cunoscută în cazul a 0,12% din locuitori. Nu există o religie majoritară, locuitorii fiind persoane fără religie (8,58%) și reformați (7,37%). Pentru 83,36% din locuitori nu este cunoscută apartenența confesională.